# Acraea basilewskyi
Acraea basilewskyi är en fjärilsart som beskrevs av Berger 1956. Acraea basilewskyi ingår i släktet Acraea och familjen praktfjärilar. Inga underarter finns listade i Catalogue of Life.